# Tomorrowland (película)
Tomorrowland (conocida como Tomorrowland: El mundo del mañana en España) es una película de ciencia ficción, fantasía urbana y aventura dirigida por Brad Bird, coescrita y producida por Bird y Damon Lindelof. La película es protagonizada por George Clooney, Britt Robertson, Hugh Laurie, Raffey Cassidy, Tim McGraw, Kathryn Hahn y Keegan-Michael Key.
Walt Disney Pictures originalmente anunció la película bajo el nombre 1952 hasta que se cambió el nombre, compartiendo el nombre con el parque Tomorrowland. La película fue estrenada el 22 de mayo de 2015 en cines e IMAX pero fue un bomba en taquilla.

## Argumento
La historia comienza con Frank Walker (George Clooney) contándole a una audiencia fuera de la pantalla, su asistencia a la Feria Mundial de Nueva York en 1964 cuando era niño (Thomas Robison). En el flashback, conoce a David Nix (Hugh Laurie), que no está impresionado con el jet pack limitado de Frank, pero llama la atención de una joven llamada Athena (Raffey Cassidy). Viendo su potencial, Athena le da a Frank un pin en relieve con un símbolo "T" y le dice que la siga a bordo de la atracción de la feria "El mundo es un pañuelo". Frank se cuela en el paseo, donde su pin se escanea y se transporta a un paisaje urbano futurista conocido como Tomorrowland. Él cae de una cornisa, se abrocha en su jetpack, y aterriza de forma segura ante Nix y Athena.
La narración se desplaza a Casey Newton (Britt Robertson), que se cuela en una plataforma de lanzamiento de la NASA fuera de servicio en Cabo Cañaveral, donde su padre Eddie (Tim McGraw) es un ingeniero empleado. Ella sabotea las máquinas que están desmantelando la plataforma de lanzamiento y vuelve a casa, donde Athena cuela otro pin que está programado para el ADN de Casey en el casco de la motocicleta de Casey. La noche siguiente, Casey intenta entrar en la instalación de la NASA de nuevo, pero es arrestada. En la comisaría, ella descubre el pin entre sus objetos personales. Casey descubre que al entrar en contacto, el pin le muestra al instante una vista de Tomorrowland. Ella explora brevemente la visión hasta que la batería del pin se agota.
Asistida por su hermano Nate (Pierce Gagnon), Casey encuentra una tienda de recuerdos en Houston relacionada con el pin, pero al conocer a los dos propietarios, Hugo (Keegan-Michael Key) y Úrsula (Kathryn Hahn), Casey se interesa por él y cuando ella revela saber nada más de él, ellos la atacan. Athena irrumpe y combate a Hugo y Úrsula, que son a la vez revelados como robots. Las dos chicas escapan mientras que los dos robots se autodestruyen, destruyendo la tienda. Después de robar un auto, Athena revela que ella es una robot Audio-Animatrónica, y la que le dio a Casey el pin, revelando que ella necesita su ayuda para salvar al mundo. Athena lleva a Casey a la casa de Frank en Nueva York y la abandona allí. Frank lanza lejos a Casey, pero ella se las arregla para atraerlo fuera de la casa y colarse, encerrándolo afuera. Mientras Casey explora la tecnología dentro de la casa, Frank vuelve a entrar en la casa a través de un túnel secreto mientras que un grupo de robots disfrazados de agentes del Servicio Secreto de los Estados Unidos asaltan la casa con la intención de matarlos.
Después de evadir los robots y el reencuentro con Athena, el trío utiliza una máquina de teletransportación que Frank inventó, lo que les lleva a la Torre Eiffel en París. Entran en una habitación con maniquíes de Gustave Eiffel, Julio Verne, Nikola Tesla y Thomas Edison. Frank explica que los cuatro hombres fueron los fundadores de Plus Ultra, un grupo de inventores dedicados a la búsqueda de otros soñadores e inventores que compartían la esperanza de forjar un futuro mejor, que finalmente los llevó a descubrir una nueva dimensión en la que se fundó Tomorrowland. El trío ingresa a un cohete-steampunk que es escondido debajo de la torre, que se lanza al espacio exterior y de regreso hacia la Tierra, llegando finalmente a un Tomorrowland ahora desolado. Nix aparece para saludarlos, y los lleva a un edificio vinculado a una máquina de taquiones diseñada por el propio Frank que puede mostrar imágenes del pasado y del futuro, donde Casey se entera de que una catástrofe en todo el mundo va a suceder en un futuro próximo, y por eso, Frank perdió toda esperanza y fue desterrado de Tomorrowland. Casey no acepta que el mundo está destinado a terminar y el futuro cambia ligeramente como resultado, un hecho que Frank vislumbra, pero Nix ignora y los ordena arrestados.
Mientras esperan ser enviados de vuelta a la Tierra, Casey se da cuenta de que mientras un efecto secundario del dispositivo utilizando taquiones para obtener información sobre el futuro, introduce un retroceso hacia el interior de su flujo, con lo que el futuro se nota aún más probable, creando una profecía autocumplida; por lo tanto, la destrucción del dispositivo puede evitar el apocalipsis. Nix abre un portal a una playa, invitándolos a vivir los últimos días, pero Frank se resiste al saber que Nix había abandonado la Tierra y tiene la intención de permitir que el apocalipsis suceda. Una lucha sobreviene y Frank intenta utilizar una bomba para volar la máquina. Erróneamente, la bomba estalla fuera del portal y la explosión pinza la pierna de Nix bajo los escombros. Nix recupera una pistola de plasma y apunta a Frank. Athena, que fue capaz de ver que pasa con anterioridad debido a los taquiones, salta delante de él y es disparada sin posibilidad de reparación; que activa la secuencia de autodestrucción. En sus últimos momentos de conciencia, Athena instruye a Frank para llevarla a la máquina y revela que ella lo amaba. Su autodestrucción destruye la máquina matando a Nix también.
La historia vuelve a la actualidad, con una audiencia de Frank y Casey revelando androides como Athena, que están encargados de nuevos pines e instruidos para traer a otros "soñadores" a Tomorrowland.

## Elenco
- George Clooney como Frank Walker, un inventor que fue exiliado de Tomorrowland por su trabajo.
- Britt Robertson como Casey Newton, una adolescente optimista y conocedora de la tecnología.
- Hugh Laurie como David Nix, el gobernador de Tomorrowland.
- Raffey Cassidy como Athena, una audio-animatrónica reclutadora androide.
- Tim McGraw como Eddie Newton, el padre de Casey y un ingeniero de la NASA.
- Kathryn Hahn como Ursula Gernsback, una audio-animatrónica asesina disfrazada como la esposa de Hugo.
- Keegan-Michael Key como Hugo Gernsback, un audio-animatrónico asesino disfrazado como el propietario de la tienda "Blast from the Past".
- Chris Bauer como el padre de Frank.
- Pierce Gagnon como Nate Newton, el hermano menor de Casey.
- Thomas Robinson como el joven Frank Walker.
- Matthew Maccaullcomo Dave Clark.
- Judy Greer como Jenny Newton, la madre de Casey.
- Jedidiah Goodacre como Chico en Jetpack.

## Desarrollo
El proyecto fue presentado por Walt Disney Studios en junio de 2011 cuando Damon Lindelof se anotó para escribir y producir. En mayo de 2012, Brad Bird fue contratado como el director. Más tarde, ese año en noviembre, George Clooney estuvo en negociaciones para protagonizar la película. En febrero de 2013, Hugh Laurie se unió al elenco.
En enero de 2013, Lindelof dijo que la película no se centraría en extraterrestres.
El 23 de enero de 2013, Bird publicó una foto en su Twitter relacionada con el proyecto. En julio de 2013, Britt Robertson fue agregada al elenco.
Michael Giacchino fue contratado para componer la música de la película.

### Rodaje

El Museo de las Ciencias Príncipe Felipe de la Ciudad de las Artes y las Ciencias de Valencia fue uno de los escenarios de la película.

El rodaje empezó en Enderby, el 8 de agosto de 2013 y terminó en enero de 2014. También se filmó en Vancouver y Surrey. En octubre de 2013, Kathryn Hahn fue elegida para hacer de Úrsula. También en octubre, se anunció que parte de la filmación se llevaría a cabo en la Ciudad de las Artes y las Ciencias de Valencia; las escenas rodadas en el Museo de las Artes y las Ciencias Príncipe Felipe de esta ciudad, retocadas digitalmente, representan la ficticia ciudad de Tomorrowland. En noviembre de 2013, escenas de la película también fueron filmadas en la playa New Smyrna. Del 3 al 6 de febrero de 2014 se rodaron escenas adicionales en la atracción It's a Small World de Disneyland en California. Los efectos visuales fueron encomendados a Industrial Light & Magic.

## Estreno
El tráiler fue estrenado el 9 de octubre de 2014. La tercera versión del tráiler utilizó la canción 'Creation of Earth' de Thomas Bergsen, miembro del grupo Two Steps From Hell y la película se estrenó el 22 de mayo de 2015.

## Recepción

### Recaudación
Tomorrowland ganó $209,2 millones contra un presupuesto de $190 millones.
The Hollywood Reporter estima que el film costó en realidad $330 millones, lo que supuso un varapalo económico para Disney, siendo el tercer peor estreno del año 2015 tras Jupiter Ascending y Seventh Son.

### Crítica
Rotten Tomatoes da al film un 50%, destacando su brillantez visual. Metacritic la da un 60 de 100.